# Grace Byers
Grace Byers, född 26 juli 1984 i Butler, Pennsylvania, är en amerikansk skådespelare.
Byers har bland annat medverkat i TV-serierna Empire (2015-2018), The Gifted (2018-2019) och Harlem (2021-2023). Hon har även medverkat i filmen The Blackening från 2022.

## Filmografi (i urval)
- 2015-2018: Empire
- 2018-2019: The Gifted
- 2021-2023: Harlem
- 2022: The Blackening